# 松平頼裕
松平 頼裕（まつだいら よりひろ）は、江戸時代中期の高松松平家御厄介（一門）。通称は一学、主計。

## 略歴
5代藩主・松平頼恭の七男。母は鈴木氏。幼名勇之助。
大老大久保主計家に養子入りしていた異母兄頼起が、兄で6代藩主・頼真の跡を継いだため、代わって大久保家を継ぎ大久保一学と名乗る。藩主頼起の実弟として権勢を振るった。甥頼儀が8代藩主となった際、藩主の叔父として松平に復姓、松平主計と名乗る。大久保家は子・頼郁が相続した。寛政13年（1801年）1月5日没。享年49。